# Joseph Amy
Joseph Amy foi um advogado e físico francês. Pouco se sabe sobre ele, apenas que foi advogado no Parlamento  de Aix-en-Provence e que morreu em 1760.
É o autor de vários tratados notáveis de física, todos relacionados com o tema água potável, especialmente sobre o processo de purificação da água.

## Publicações
- Nouvelles fontaines domestiques, approuvées par l'Académie royale des sciences. Paris, Coignard, Boudet, 1750.
- Avis au public sur l'usage des nouvelles Fontaines domestiques et de santé.
- Second avis au public sur l'usage des Nouvelles Fontaines domestiques et de santé.